# Николай Николаевич
Николай Николаевич (на руски Великий князь Николай Николаевич Старший) е член на руското императорско семейство, велик княз. Военен деец, офицер, фелдмаршал. Участник в Руско-турската война (1877 – 1878), главнокомандващ Действащата руска армия на Балканския полуостров.

## Биография

### Ранен живот и произход
Николай Николаевич е роден на 8 август 1831 г. в Царское село, Русия. Той е 3-тият син на император Николай I и Александра Фьодоровна (Шарлота Пруска).

#### Военен деец и офицер
Посвещава живота си на военното поприще. При рождението си е записан в Лейбгвардейския сапьорен батальон. Почетен командир на Лейбгвардейския улански полк (1831).
Военна служба започва в Лейбгвардейскияк конен полк (1831). С военно звание генерал-майор е инспектор на кавалерията и инженерните войски. Едновременно е командир на бригада в I гвардейска кавалерийска дивизия (1856). Има значителен принос в усъвършенстването на кавалерията и инженерните войски.
Участва в Кримската война (1853 – 1856). За битката при Инкерман е награден с Орден „Свети Георги“ IV ст. Ръководи инженерните работи при укрепване на батареите в Севастопол.
Командир на Гвардейската кавалерийска дивизия (1856), Гвардейския резервен кавалерийски корпус (1859), Гвардейския отделен корпус (1961), главнокомандващ Гвардейските войски и Санктпетербургския военен окръг (1867).

#### Участие в Руско-турската война (1877 – 1878)
Назначен е за главнокомандващ Действащата руска армия на Балканския полуостров. Издава Прокламация до Българския народ, в която заявява целите на войната. Сред тях е възстановяването на българската държава. Призовава българския народ да оказва всестранна подкрепа на Руската армия. Под негово командване се развива настъпателният период на войната и периодът на борбата за надмощие (битката при Никопол, обсадата на Плевен и др.) С неговото име неизбежно са свързани както успехите, така и неуспехите във военните действия.
Подписва Основите на мира между Русия и Османската империя на 19/31 януари 1878 г. в Главната квартира на Действуващата Руска армия в гр. Одрин. Документът заляга в основите на клаузите на Санстефанския мирен договор.

#### След войната
На 16 април 1878 г. е повишен в звание фелдмаршал и е уволнен по болест от длъжността главнокомандващ Действащата руска армия на Балканския полуостров.
Малко след смъртта на любовницата му Николай Николаевич полудява. Той страда и от рак на устата, който се разпространява и в мозъка му. Това му причинява постоянна мания, че всички жени са влюбени в него. През 1890 г. е освидетелстван като психичноболен и е изпратен в Крим.
Великият княз Николай Николаевич умира в Алупка, днешна Украйна на 25 април 1891 г.

## Семейство
На 6 февруари 1856 г. Николай Николаевич се жени с неохота за втората си братовчедка принцеса Александра Фредерика Вилхелмина от Олденбург, чиято баба Екатерина Павловна е дъщеря на император Павел I. Двамата имат 2 деца:
- великия княз Николай Николаевич Младши (1856 – 1929)
- великия княз Петър Николаевич (1864 – 1931)

Бракът между Николай и Александра не върви от самото начало. Скоро великият княз започва връзка с Екатерина Числова, танцьорка в Театъра на Красное Село. От нея Николай Николаевич има 5 деца, които признава за собствени и които (заедно с майка си) носят фамилно име от неговото презиме и получават права на дворяни:
- Олга Николаевна Николаевна (1868 – 1950), която се омъжва за княз Константин Кантакузин
- Владимир Николаевич Николаев (1873 – 1942)
- Екатерина Николаевна Николаева (1874 – 1940)
- Николай Николаевич Николаев (1875 – 1902)
- Галина Николаевна Николаева (1877 – 1878)

## Военна декорация
- Орден „Свети Андрей Първозванни“
- Орден „Александър Невски“
- Орден „Свети Георги“ IV, II, I ст.
- Орден „Света Анна“
- Орден „Черен орел“ (Прусия)
- Орден „Червен орел“ (Прусия)